# ½ Wangzi
½ Wángzǐ (½王子T, lett. "½ principe") è una serie di romanzi taiwanese, scritta da Yu Wo. Originariamente nata come romanzo online, pubblicato dal 2003 dall'autrice all'interno di un sito cinese dove chiunque può pubblicare e condividere romanzi, la serie acquistò rapidamente fama a tal punto che prima di finire la serie di romanzi la casa editrice Min-Hsien Cultural Enterprise decise di pubblicarla e venderla anche sotto forma di veri e propri libri dal 4 ottobre 2004 al 15 agosto 2005. Un adattamento a manhua illustrato da Choi Hong Chong è stato pubblicato sulla rivista mensile cinese Monthly Dragon Youth; la storia segue abbastanza fedelmente l'opera originale, tralasciando dettagli meno rilevanti.

## Trama

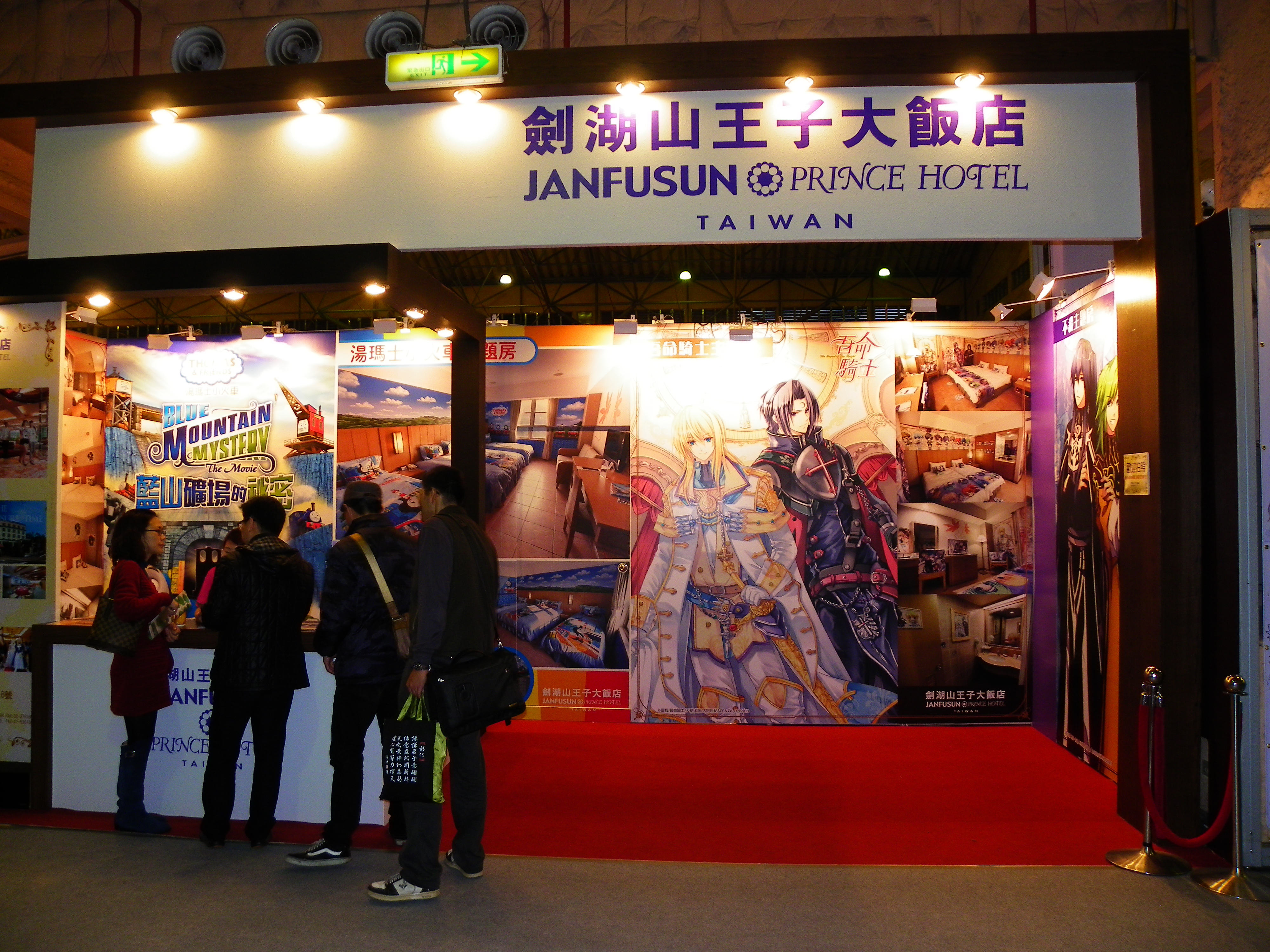
Una hall con dei manifesti di ½ Wangzi

Corre l'anno 2100 d.C. e finalmente lo sviluppo tecnologico ha reso possibile e disponibile a tutti la realtà virtuale ad elevato livello di realismo, è appena uscito un nuovo videogioco fantasy, "Second Life", tanto atteso dai ragazzi, il primo con una qualità del realismo del 99%.
La diciannovenne Feng Lan è una vivace studentessa universitaria del primo anno, appassionata di videogiochi di ruolo, condivide questa passione col fratello minore Feng Yang Ming e da poco ha comprato insieme a lui una copia del videogioco. Dopo una discussione sul fatto che "i giocatori di sesso femminile siano ingiustamente avvantaggiati" decide di interpretare un personaggio maschile per dimostrare a suo fratello di poterlo battere anche senza i benefici del proprio sesso.
Una volta entrata nel gioco, alla creazione del personaggio scopre che non è permesso avere un sesso differente dal proprio, i personaggi sono fatti a immagine dell'utente, ma intestardita si appella ai GM (Game Master) portando alla luce il problema dell'ineguaglianza del gioco dei due sessi (Punti Vita aumentati, regali dagli altri giocatori, level up facilitato). In via del tutto eccezionale le viene consentito di essere il primo personaggio nel gioco di sesso diverso da quello dell'utente reale.
Il personaggio così creato, Prince, è un guerriero-elfo che risulta essere estremamente attraente (il tipico Bishōnen, a causa dell'aspetto originario di ragazza carina), causando situazioni comiche e imbarazzanti all'incontro con altri personaggi nel gioco, specialmente femminili, ma pure maschili il che causa alcuni problemi di conflitto psicologico tra la propria sessualità e la necessità di interpretare il personaggio di sesso opposto.
La GM che aveva assistito alla creazione del personaggio, incuriosita dalla faccenda decide di crearsi un personaggio, l'elfa ladra LoliDragon e seguire da vicino Prince con l'intenzione di formare una squadra, mentre sono ad allenarsi insieme Prince trova un "Meatbun" un famiglio molto simpatico, il cui aspetto pare quello di un raviolo al vapore cinese.
A seguito reclutano altri membri, il saggio chierico-lupo Ugly_Wolf, l'elfo-bardo Gui apparentemente infatuato di Prince (che non apprezza le avance risultando in numerosissime scenette comiche), la necromante Doll un po' pasticciona ed infine la maga Yu Lian innamorata di Ugly Wolf, e formano il team "Odd Squad".
Feng Lan è un'audace giocatrice, e si impegna in imprese rischiose per aumentare il livello più velocemente possibile. Nel gioco, nonostante sia dalla parte del bene, si lascia completamente andare e tende ad essere una macchina da guerra, violenta e spietata, guadagnandosi il soprannome di "Blood Elf".
Il problema nasce però quando scopre che moltissimi dei personaggi che conosce nel gioco (persino all'interno del suo team) sono persone che incontra nella realtà, quindi decide di tenere segreta la sua identità di Prince, persino da suo fratello che coltiva un odio profondo nei confronti del personaggio.
Molto rapidamente Prince e la sua Odd Squad mostrano incredibile abilità combattiva e ottime capacità strategiche, vincendo il torneo e guadagnando grande fama, assieme ad un enorme castello e tanti nuovi seguaci.

## Personaggi
- Feng Lan è una ragazza vivace e competitiva, inizia a giocare a "Second Life", il nuovo gioco virtuale sotto il nome di "Prince", un elfo guerriero; ha scelto di creare un personaggio maschio facendo pressione sui GM, allo scopo di dimostrare a suo fratello minore che poteva batterlo nel gioco anche senza i bonus dati ai personaggi femmina. Il personaggio così creato, ha una bellezza femminea nonostante abbia la possanza di un maschio, inoltre avendo la possibilità di aumentare la propria bellezza del 30%, è diventata un ragazzo che attira qualsiasi femmina nel gioco. È la leader dell'Odd Squad. Gui e Wiked hanno una cotta per lei, anche se il primo non sa che lei è una ragazza nella vita reale. Prince ha un modo davvero crudele e spietato di combattere, ha dichiarato che adora la sensazione di sentire il sangue nemico scorrere sul proprio corpo. Sorride mentre infilza e sbudella i mostri e i giocatori con la sua speciale spada nera che pure essa aumenta di livello, spesso questi atteggiamenti spaventano la gente. Nel romanzo spiega che lei ha scelto soprattutto di essere uomo così può imprecare ed essere violenta quanto vuole (cosa che la diverte molto) senza che poi la gente la consideri una cattiva ragazza e la disprezzi per questo.
- Ming Ju Wen ha 26 anni ed è il nuovo insegnante di letteratura di Feng Lan e suo fratello Feng Yang Ming. Si dice che sia un genio con QI di 200, è diventato professore all'età di 22 anni ed ha preso il dottorato all'età di 25. Adesso è uno dei più ricercati professori universitari del paese. La sua identità digitale è Guileastos/Gui, un demone bardo. Aiuta la Odd Squad ad ammazzare gli zombie provando di essere davvero un ottimo combattente da allora si unisce al team. Si diverte a disturbare Prince e a farsi picchiare da lui ma col passare del tempo si accorge di essersi innamorato di Prince pur non sapendo né il suo sesso né la sua identità.